# هيلين إبستاين
هيلين إبستاين (بالإنجليزية: Helen Epstein)‏ هي كاتبة غير روائية ومترجمة وصحفية وكاتِبة أمريكية، ولدت في 27 نوفمبر 1947 في براغ في التشيك.

## وصلات خارجية
- الموقع الرسمي